# Medientechnik
Medientechnik ist ein Teilgebiet der Medienwissenschaft.

## Ausbildungsberufe
Ausbildungsberufe mit der Fachrichtung Medientechnik sind Mediengestalter für Digital- und Printmedien, Assistent für Medientechnik, Mediengestalter Bild und Ton, Mediendesigner und Medieninformatiker.
Medientechnik befasst sich hauptsächlich mit Produktionsabläufen und Medienoperating. In der Produktionsvorbereitung kombinieren und bearbeiten Medientechniker analoge und digitale Daten sowie Formate und Farbräume für unterschiedliche Ausgabemedien und Systemplattformen. Sie pflegen und warten technische Einrichtungen. Medientechniker im Printbereich bedienen unter anderem Film- und Plattenbelichter, Plotter und Kopierer, Laser- und Tintenstrahldrucker.

## Studiengang
Das Studium der Medientechnik mit dem Studienabschluss Medieningenieur bzw. Ingenieur für Medientechnik umfasst naturwissenschaftlich-technische, informationstechnologische und gestalterische Themen. Die Absolventen planen, entwerfen, produzieren und installieren Medienprodukte aller Art aus den Sektionen audiovisuelle, multimediale und interaktive Medien, sowie Druck. Zu den Studieninhalten gehören unter anderem Videotechnik, Videoproduktion, Lichttechnik, Lichtdesign, Audiotechnik, Audioproduktion, Audiodesign, Nachrichtentechnik, Telekommunikation, Event-Technik, Filmeffekte, Filmvisualisierung, Medieninhalte, Mediengestaltung, Informatik, multimediale Anwendungen sowie Wirtschaft und Management.
Ingenieure für Medientechnik arbeiten in vielen Bereichen der Medien- und Kommunikationsbranche, z. B. in Film-, Fernseh- und Tonstudios, Theatern, Nachrichten- und Korrespondenzbüros oder Verlagshäusern sowie in Ingenieurbüros für medientechnische Fachplanung und Agenturen für Multimedia- oder Kommunikationsdesign.

### Studienorte für Medientechnik
- Technische Universität Berlin
- Bergische Universität Wuppertal
- Hochschule Furtwangen
- Ernst-Abbe-Hochschule Jena
- Technische Universität Ilmenau
- Technische Universität Kaiserslautern
- Hochschule für Technik, Wirtschaft und Kultur Leipzig
- Hochschule Anhalt, Hochschule für angewandte Wissenschaften
- Hochschule Mittweida (University of Applied Sciences)
- Hochschule für angewandte Wissenschaften – Fachhochschule Amberg-Weiden (HAW)
- Hochschule für Angewandte Wissenschaften Hamburg (Hamburg University of Applied Sciences)
- Hochschule Emden/Leer, Studienort Emden
- Hochschule Düsseldorf (University of Applied Sciences)
- Technische Hochschule Köln (TH Köln – University of Applied Sciences)
- Hochschule RheinMain (RheinMain University of Applied Sciences), Wiesbaden und Rüsselsheim
- Technische Hochschule Deggendorf
- Hochschule Offenburg
- Fachschule Medientechnik, Julius-Wegeler-Schule Koblenz
- Fachhochschule St. Pölten (University of Applied Science St. Pölten), Österreich
- Fachhochschule Oberösterreich (University of Applied Sciences), Campus Hagenberg, Österreich
- Hochschule für Technik und Wirtschaft Chur

### Verwandte Studiengänge
- Medienproduktion und Medientechnik
- Audiovisuelle Medien
- Medientechnologie
- Hörtechnik und Audiologie
- Informations- und Medientechnik
- Kommunikationstechnik/Medientechnik
- Mediendesign
- Media Engineering
- Medieninformatik
- Informatik und Multimedia
- Multimediatechnik
- Druck- und Medientechnik